# Osella FA1L
Chronologie des modèles (1988)
Osella FA1I Osella FA1M
L'Osella FA1L est une monoplace de Formule 1 engagée par l'écurie italienne Osella dans le cadre championnat du monde de Formule 1 1988. Elle est pilotée par le pilote-payant italien Nicola Larini. La FA1L, une monoplace extrêmement peu fiable, est mue par un moteur Alfa Romeo 890 T rebadgé Osella.

## Historique
L'Osella FA1L est engagée lors du deuxième Grand Prix de la saison, à Saint-Marin, mais Nicola Larini ne prend pas part au week-end de course car sa monoplace est jugée non conforme en raison d'un pédalier mal situé dans la voiture : il est installé en avant du train avant alors qu'il devait être placé derrière à la suite d'un changement de la réglementation,.
Au Grand Prix de Monaco, Nicola Larini se qualifie à la vingt-cinquième et avant-dernière place mais profite des abandons de la grande majorité de ses concurrents pour terminer neuvième, à trois tours d'Ayrton Senna,. Le pilote italien échoue à se qualifier aux deux Grands Prix suivants mais revient en course lors du Grand Prix de Détroit où, parti de la dernière place, il abandonne au septième tour sur casse moteur,. L'Italien ne finit pas le Grand Prix suivant, en France, sa voiture ayant une transmission défectueuse.
En Hongrie, Larini échoue à se pré-qualifier, contre-performance qu'il réitère à nouveau lors du dernier Grand Prix de la saison, en Australie,. Au Grand Prix du Portugal, Nicola Larini, parti vingt-cinquième, termine douzième et dernier à sept tours du vainqueur Alain Prost et à deux tours de son plus proche adversaire, le pilote Coloni Gabriele Tarquini,. Larini ne termine aucun autre Grand Prix en raison des nombreux problèmes de fiabilité de sa voiture.
À la fin de la saison, Osella termine seizième du championnat des constructeurs, sans avoir marqué de point.

## Engagement hors-championnat du monde
En décembre 1988, l'Osella FA1L est engagée au Trofeo Indoor di Formula 1, une épreuve d'exhibition organisée en marge du Motor Show de Bologne, une exposition internationale reconnue par l'Organisation internationale des constructeurs automobiles qui se tient dans les salons de la foire de Bologne. Bien que l'épreuve soit baptisée indoor, la piste, d'une longueur de 1 360 mètres, est située à l'extérieur des locaux de l'exposition. Seules des écuries italiennes prennent part à l'édition inaugurale de cette « compétition-spectacle » qui leur permet de se présenter devant leur public national et est un moyen pour les directeurs d'écurie de nouer des contacts avec d'éventuels partenaires financiers pour compléter leur budget pour la saison à venir.
Nicola Larini, pilote titulaire chez Osella conduit une FA1L. La Scuderia Italia engage, sur Dallara 188, son titulaire Alex Caffi,. La Scuderia Minardi engage deux monoplaces M188 confiées à ses pilotes titulaires en championnat du monde, Pierluigi Martini et Luis Pérez-Sala, le seul pilote non italien engagé,. First Racing, la seule écurie qui ne dispute pas le championnat du monde de Formule 1 mais le championnat intercontinental de Formule 3000 confie sa monoplace à Gabriele Tarquini, qui pilotait en Formule 1 pour Coloni. Eurobrun, qui s'est séparée de ses deux pilotes à l'issue de la saison régulière, fait appel à Fabrizio Barbazza, qui n'a encore jamais piloté de monoplace de Formule 1 mais courait en CART aux États-Unis et en Formula Nippon au Japon.
Lors des essais libres du 7 décembre, Larini réalise le troisième temps, en 59 s 68, à 2,5 secondes du meilleur temps établi par Alex Caffi. La FA1L ne se présente pas au warm-up (une session d'échauffement) du 8 décembre comme quatre autres participants. La compétition se tient le 8 décembre, et comporte trois manches. Larini est éliminé dès la première manche à la suite de sa confrontation avec Nicola Larini, mais est finalement repêché pour participer à la seconde manche, lors de laquelle il s'incline face à Luis Pérez-Sala,.

## Résultats en championnat du monde de Formule 1

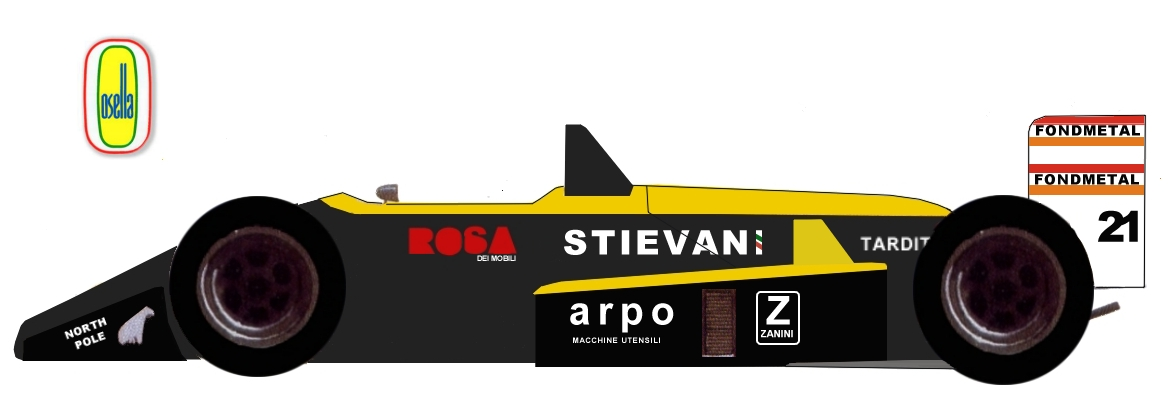
Représentation de profil de l'Osella FA1L

| Saison | Écurie               | Moteur         | Pneumatiques | Pilotes       | Courses | Courses | Courses | Courses | Courses | Courses | Courses | Courses | Courses | Courses | Courses | Courses | Courses | Courses | Courses | Courses | Points inscrits | Classement |
| Saison | Écurie               | Moteur         | Pneumatiques | Pilotes       | 1       | 2       | 3       | 4       | 5       | 6       | 7       | 8       | 9       | 10      | 11      | 12      | 13      | 14      | 15      | 16      | Points inscrits | Classement |
| ------ | -------------------- | -------------- | ------------ | ------------- | ------- | ------- | ------- | ------- | ------- | ------- | ------- | ------- | ------- | ------- | ------- | ------- | ------- | ------- | ------- | ------- | --------------- | ---------- |
| 1988   | Osella Squadra Corse | Osella 890T V8 | Goodyear     |               | BRÉ     | SMR     | MON     | MEX     | CAN     | DET     | FRA     | GBR     | ALL     | HON     | BEL     | ITA     | POR     | ESP     | JAP     | AUS     | 0               | 16e        |
| 1988   | Osella Squadra Corse | Osella 890T V8 | Goodyear     | Nicola Larini |         | Exc.    | 9e      | Nq      | Nq      | Abd     | Abd     | 19e     | Abd     | Npq     | Abd     | Abd     | 12e     | Abd     | Abd     | Npq     | 0               | 16e        |

Légende : ici 

## Résultats duTrofeo Indoor di Formula 1
|  | Quarts de finale | Quarts de finale  | Quarts de finale  |                 |                   | Demi-finales    | Demi-finales | Demi-finales |  |                  | Finale          | Finale | Finale    | Finale |
|  |                  |                   |                   |                 |                   |                 |              |              |  |                  |                 |        |           |        |
|  | Scuderia Italia  | Alex Caffi        | vainqueur         |                 |                   |                 |              |              |  |                  |                 |        |           |        |
|  | Osella           | Nicola Larini     | repêché           |                 |                   |                 |              |              |  |                  |                 |        |           |        |
|  | Osella           | Nicola Larini     | repêché           |                 | Scuderia Italia   | Alex Caffi      | vainqueur    |              |  |                  |                 |        |           |        |
|  |                  |                   |                   |                 | Scuderia Italia   | Alex Caffi      | vainqueur    |              |  |                  |                 |        |           |        |
|  |                  | Scuderia Minardi  | Pierluigi Martini | éliminé         |                   |                 |              |              |  |                  |                 |        |           |        |
|  | Scuderia Minardi | Scuderia Minardi  | Pierluigi Martini | éliminé         | Pierluigi Martini | vainqueur       |              |              |  |                  |                 |        |           |        |
|  | Scuderia Minardi |                   |                   |                 | Pierluigi Martini | vainqueur       |              |              |  |                  |                 |        |           |        |
|  | First Racing     | Gabriele Tarquini | éliminé           |                 |                   |                 |              |              |  |                  |                 |        |           |        |
|  | First Racing     | Gabriele Tarquini | éliminé           |                 |                   |                 |              |              |  | Scuderia Minardi | Luis Pérez-Sala |        | vainqueur |        |
|  |                  |                   |                   |                 |                   |                 |              |              |  | Scuderia Minardi | Luis Pérez-Sala |        | vainqueur |        |
|  |                  | Scuderia Italia   | Alex Caffi        |                 | finaliste         |                 |              |              |  |                  |                 |        |           |        |
|  | Scuderia Minardi | Scuderia Italia   | Alex Caffi        | Luis Pérez-Sala | finaliste         | vainqueur       |              |              |  |                  |                 |        |           |        |
|  | Scuderia Minardi |                   |                   | Luis Pérez-Sala |                   | vainqueur       |              |              |  |                  |                 |        |           |        |
|  | Eurobrun         | Fabrizio Barbazza | éliminé           |                 |                   |                 |              |              |  |                  |                 |        |           |        |
|  | Eurobrun         | Fabrizio Barbazza | éliminé           |                 | Scuderia Minardi  | Luis Pérez-Sala | vainqueur    |              |  |                  |                 |        |           |        |
|  |                  |                   |                   |                 | Scuderia Minardi  | Luis Pérez-Sala | vainqueur    |              |  |                  |                 |        |           |        |
|  |                  |                   | Osella            | Nicola Larini   | éliminé           |                 |              |              |  |                  |                 |        |           |        |
|  |                  |                   |                   | Nicola Larini   | éliminé           |                 |              |              |  |                  |                 |        |           |        |
|  |                  |                   |                   |                 |                   |                 |              |              |  |                  |                 |        |           |        |
|  |                  |                   |                   |                 |                   |                 |              |              |  |                  |                 |        |           |        |